# Paco Bienzobas
Francisco „Paco” Bienzobas Ocáriz (ur. 26 marca 1909 w San Sebastián, zm. 30 kwietnia 1981 tamże) – hiszpański piłkarz i trener.
Przed II wojną światową i podczas jej trwania był zawodnikiem Realu Sociedad i Osasuny Pampeluna. W inauguracyjnym sezonie hiszpańskiej Primera División – w sezonie 1928/29 zdobył 14 bramek i został pierwszym w historii królem strzelców pierwszej ligi hiszpańskiej. Jego skuteczność pozwoliła wówczas Erreala na zajęcie 4. miejsca w tabeli. Największym osiągnięciem, jakie zdołał osiągnąć w drużynie z Estadio de Atocha, było natomiast uplasowanie się w pierwszej trójce La Liga (w sezonie 1930/31). Po spadku z najwyższej klasy rozgrywkowej, w latach 1934–1940 grał dla Osasuny (w barwach której rozegrał zaledwie jeden, zakończony spadkiem, sezon w Primera División). Pod koniec przygody z futbolem wrócił na krótko do rodzinnego San Sebastián.
Bienzobas dwukrotnie wystąpił w reprezentacji Hiszpanii. Zagrał w jednym meczu Igrzysk Olimpijskich w Amsterdamie (przegranym aż 1:7 ćwierćfinałowym spotkaniu z Włochami) oraz w wygranym 8:1 pojedynku z kadrą Francji. Zdobył wówczas 2 bramki - w 7. i 60. minucie.